# Buchenbach
Buchenbach è un comune tedesco di 3 282 abitanti, situato nel land del Baden-Württemberg.